# NGC 7530
NGC 7530 је лентикуларна галаксија у сазвежђу Рибе која се налази на NGC листи објеката дубоког неба.
Деклинација објекта је - 2° 46' 44" а ректасцензија 23h 14m 11,7s. Привидна величина (магнитуда) објекта NGC 7530 износи 14,6 а фотографска магнитуда 15,5. NGC 7530 је још познат и под ознакама MCG -1-59-4, NPM1G -03.0672, PGC 70759.